# Andre Riddick
Andre Riddick, (Brooklyn, Nueva York; 1 de febrero de 1973) es un exjugador de baloncesto estadounidense. Con 2.06 de estatura, su puesto natural en la cancha era el de pívot.

## Trayectoria
- Blue Winds (1995-1996)
- Trotamundos de Carabobo (1999)
- JDA Dijon (1999-2000)
- Trotamundos de Carabobo (2000)
- JDA Dijon (2000-2001)
- Trotamundos de Carabobo (2001)
- Paris Basket Racing (2001-2002)
- Spirou Charleroi (2002-2013)